# ラマ3世橋

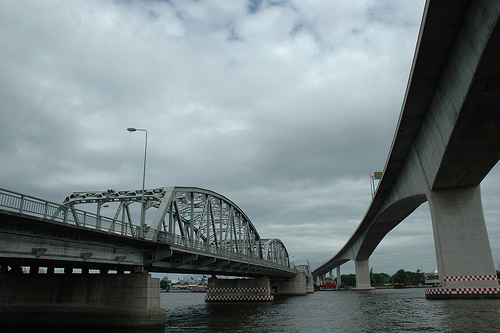
クルンテープ橋（左）ラマ3世橋（右）

ラマ3世橋（英語：Rama III Bridge タイ語：สะพานพระราม 3）はタイ王国のバンコクにあるチャオプラヤ川に架かる橋でニュー・クルンテープ橋とも知られる。隣のクルンテープ橋の慢性的な交通渋滞のため、1999年に完成した。総距離は2,170m。